# Crash Team Rumble
Crash Team Rumble è un videogioco multiplayer online battle arena sviluppato da Toys for Bob e distribuito da Activision, uscito il 20 giugno 2023. Il gioco è parte della serie Crash Bandicoot e presenta diversi membri del suo cast come personaggi giocabili. Il gameplay pone due squadre di giocatori l'una contro l'altra mentre accumulano frutti Wumpa ostacolando gli sforzi della squadra avversaria.
Il 29 febbraio 2024, insieme all'annuncio di indipendenza di Toys for Bob da Activision, viene reso noto che l'ultimo aggiornamento del gioco sarà disponibile il 4 marzo 2024, tuttavia i server rimarranno attivi.

## Modalità di gioco
Crash Team Rumble è un gioco d'azione a squadre quattro contro quattro in cui è possibile controllare numerosi personaggi di Crash Bandicoot. I giocatori devono catturare più frutti Wumpa dell'altra squadra per rivendicare la vittoria. Oltre a depositare il proprio frutto Wumpa in una zona di consegna, i giocatori devono anche difendere la zona di consegna dell'avversario per impedire loro di depositare la propria scorta. Ogni personaggio ha abilità e poteri unici con cui combattere la squadra avversaria.

## Personaggi e stagioni
| Marcatore (Scorer)                 | Difensore (Blocker)                                               | Potenziatore (Booster)          |
| ---------------------------------- | ----------------------------------------------------------------- | ------------------------------- |
| Crash Bandicoot Tawna CatBat Spyro | Dr. Nitrus Brio Dingodile Dr.ssa Nefarious Tropy Ripper Roo Elora | Coco Dr. Neo Cortex N.Gin Ripto |

| Nr. Stagione | Titolo       | Inizio            | Fine              | Nuovi personaggi   |
| ------------ | ------------ | ----------------- | ----------------- | ------------------ |
| 1            | /            | 20 giugno 2023    | 11 settembre 2023 | Ripper Roo, N. Gin |
| 2            | Party Mode   | 12 settembre 2023 | 6 dicembre 2023   | Ripto              |
| 3            | All fired up | 7 dicembre 2023   | 4 marzo 2024      | Spyro, Elora       |
| 4            | /            | 4 marzo 2024      | /                 | /                  |

Il battle pass della quarta e ultima stagione comprende tutti gli oggetti delle stagioni precedenti e oggetti nuovi.

## Contenuto
Il videogioco offre diverse sfide e oggetti per personalizzare i personaggi a piacimento, nel gioco è presente un Battle Pass per sbloccare oggetti vari come cappelli, skin, zaini, musiche e altro.

## Promozione e distribuzione
Il 7 ottobre 2022, Activision ha inviato agli influencer un pacco composto da una scatola da pizza con allegato uno scontrino che annunciava l'uscita di Crash Bandicoot 4: It's About Time tramite Steam il 18 ottobre. Un messaggio in fondo allo scontrino anticipava l'annuncio di un nuovo titolo di Crash Bandicoot l'8 dicembre, data dei The Game Awards  2022. Alla cerimonia di premiazione, è stato annunciato Crash Team Rumble tramite un trailer di debutto, con la sua commercializzazione prevista per il 2023 per PlayStation 4, PlayStation 5, Xbox One e Xbox Series X/S. È il più recente titolo di Crash Bandicoot sviluppato da Toys for Bob dopo Crash Bandicoot 4: It's About Time.
Insieme al gioco base è stata rilasciata una Deluxe Edition con contenuti aggiuntivi.